# لارنس ناپ
Laurence A. Knapp (زاده 30 مه 1905 - درگذشته 8 نوامبر 1976) بازیکن هاکی روی چمن آمریکایی بود که در بازی‌های المپیک تابستانی 1932 و 1936 برلین آلمان شرکت کرد.
او در گاردن سیتی، داکوتای جنوبی با نام لوری کنپ به دنیا آمد و در واشنگتن دی سی درگذشت.
در سال 1932 او عضو تیم هاکی روی چمن آمریکا بود که موفق به کسب مدال برنز شد. او دو مسابقه به عنوان مهاجم انجام داد.
چهار سال بعد او عضو تیم هاکی روی چمن آمریکا بود که در هر سه مسابقه در مرحله مقدماتی شکست خورد و از صعود بازماند. او یک مسابقه به عنوان مهاجم انجام داد.

## دوران جوانی و تحصیل
Knapp پسر کلارنس A. Knapp و همسرش بود. او یک برادر به نام ادوارد و یک خواهر به نام دوروتی داشت.
Knapp در کالج Yankton در Yankton، داکوتای جنوبی شرکت کرد، جایی که او عضو تیم بسکتبال Yankton Greyhounds بود. او به عنوان کاپیتان تیم برای فصل 1924 خدمت کرد. او همچنین برای تیم فوتبال Gridiron به عنوان یک کوارتربک بازی کرد و در دو و میدانی از طریق مسابقه رله و خرک با میله به رقابت پرداخت. او به عنوان مدیر ورزشی انجمن دانشجویان کالج در سال 1923 فعالیت خود را آغاز کرد،  و سال بعد به عنوان رئیس آن انتخاب شد. در سال 1924، او به عنوان خزانه دار بخش Order of DeMolay در Yankton انتخاب شد.
در سال 1927، کنپ دانشجوی حقوق در دانشگاه جورج واشنگتن در واشنگتن دی سی بود. در سال 1932، او به شهر نیویورک نقل مکان کرد و در یک شرکت حقوقی مشغول به کار بود.

## هویت ورزشی
در جولای 1932، کنپ به عنوان عضو تیم ملی هاکی روی چمن مردان ایالات متحده برای بازی های المپیک تابستانی 1932 اعلام شد.

## زندگی شخصی
در 2 آگوست 1941، کنپ با Kortryc Collier Stephen، که اصالتاً اهل کاردیف در ولز بود، ازدواج کرد. او قبلاً با مارکس d'Albizzi ازدواج کرده بود.

## لینک های خارجی
- لارنس ناپ در المپیک
- لارنس ناپ در مقاله ورزشی